# 蒙迪迪耶
蒙迪迪耶（法語：Montdidier，發音：[mɔ̃didje]），法国北部城市，上法兰西大区索姆省的一个市镇，同时也是该省的一个副省会，下辖蒙迪迪耶区，其市镇面积为12.58平方公里，2022年1月1日时人口数量为5,978人，是该省人口第六多的市镇，在所有法国市镇中排名第1,702位。
蒙迪迪耶位于索姆省东南部，是一个区域性的行政和经济中心，此外也是一个小型交通枢纽，两条干线省道在此交汇，连接亚眠和贡比涅的铁路亦经过此地。

## 地名来源

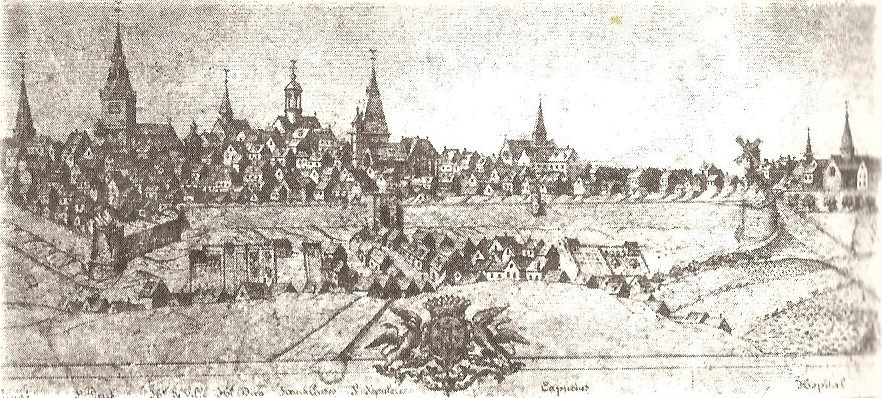
1740年的蒙迪迪耶

“蒙迪迪耶”一名最初以的形式出现于公元11世纪。

## 历史
蒙迪迪耶的建城史起于中世纪中期，彼时为蒙迪迪耶-鲁西家族的统治中心，后者为香槟伯国下属的一个子爵。1195年，蒙迪迪耶获得市镇宪章。中世纪末期，当地出现了农产品集市，宗教战争时期受到严重影响，18世纪初因气候不佳造成粮食减产，使得集市被迫关闭。法国大革命后，蒙迪迪耶成为索姆省的一个副省会，工业革命时期成为一个区域性的铁路枢纽。第一次世界大战期间，蒙迪迪耶所处区域是索姆河战役的重要组成部分，当地的多处建筑物受到破坏，战后逐渐恢复重建。

## 地理

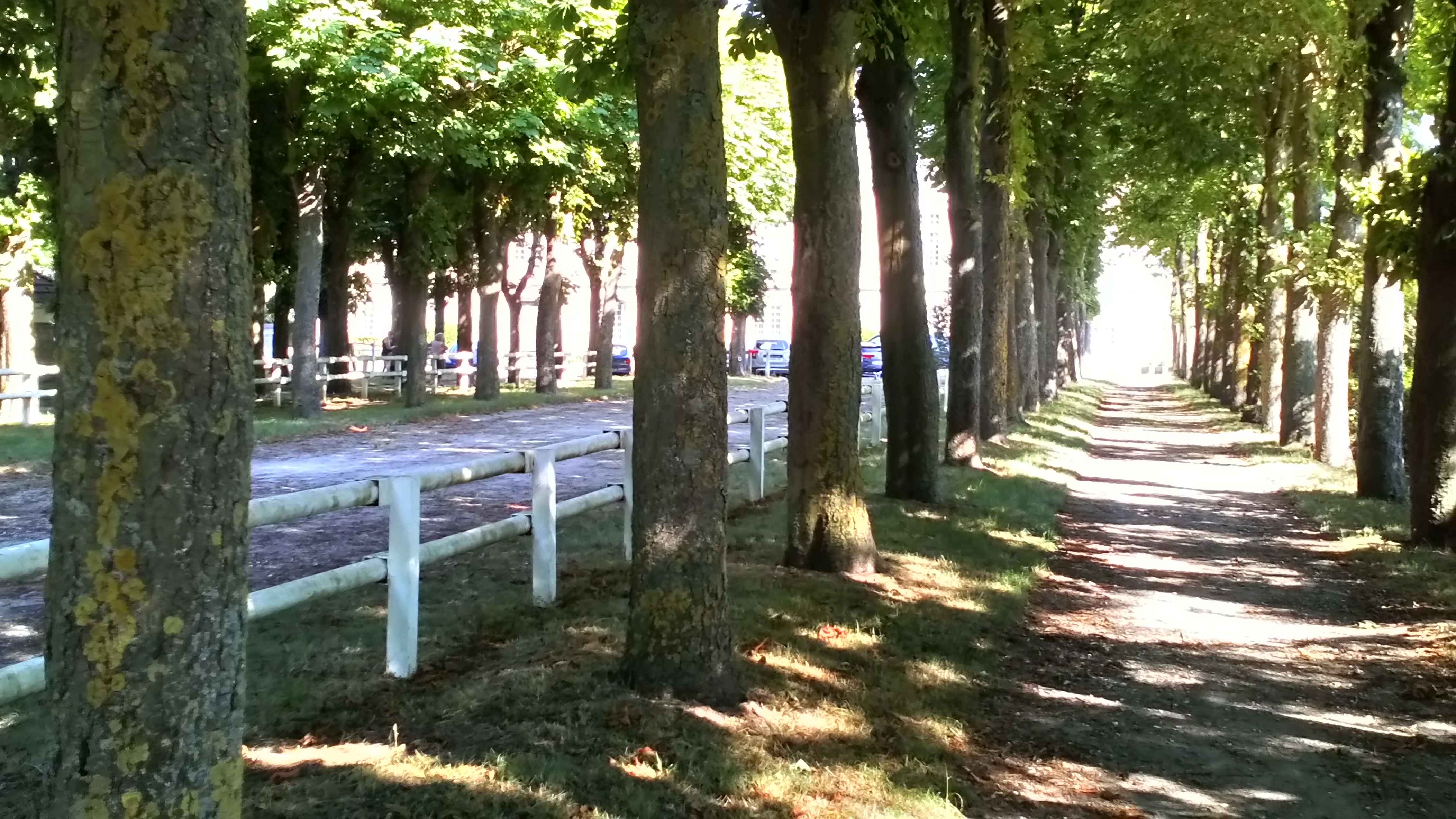
蒙迪迪耶境内的一处人工绿地

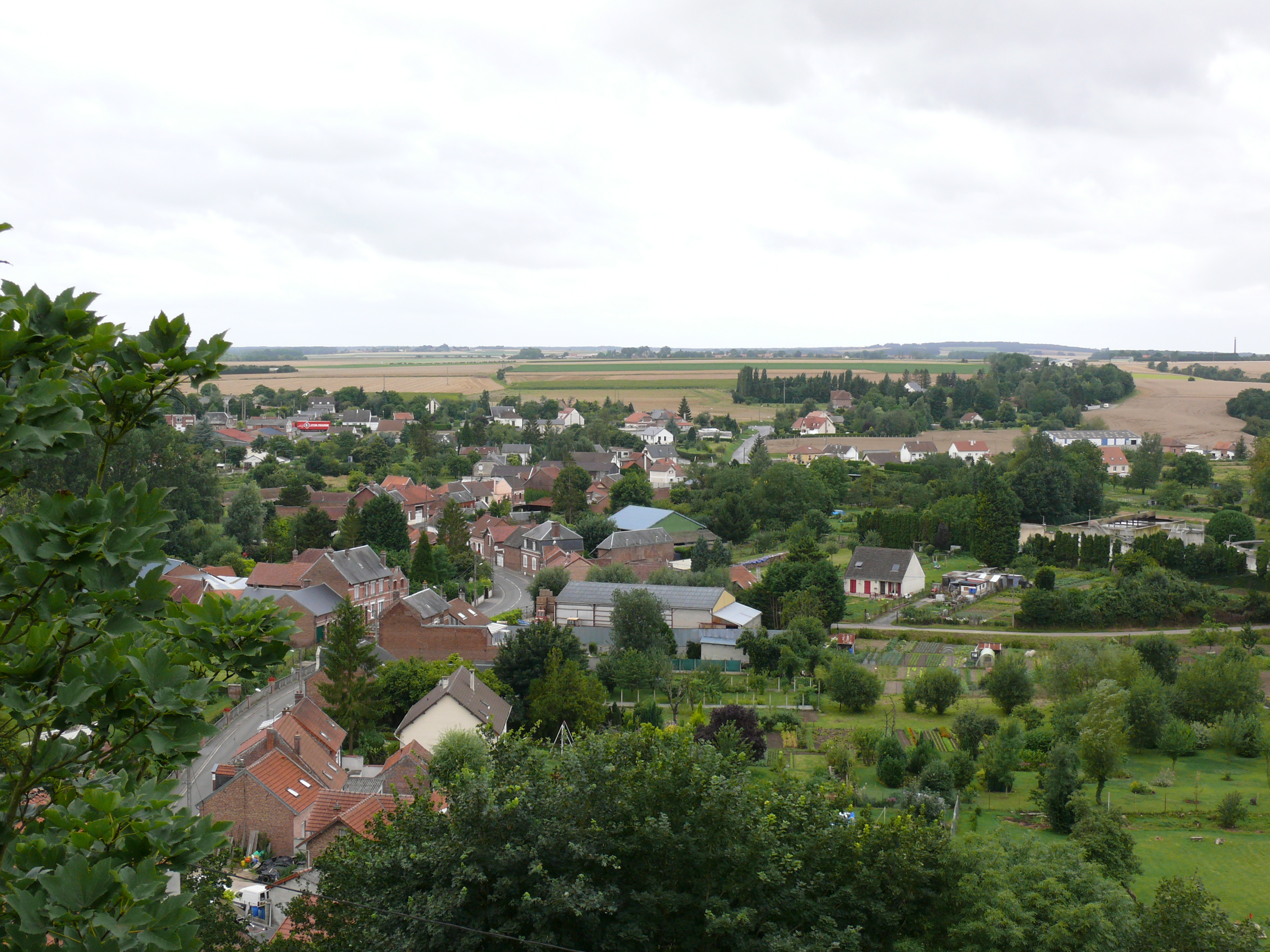
独立式居民区

蒙迪迪耶位于法国北部，上法兰西大区中南部和索姆省东南部，距离省会亞眠大约39公里。与蒙迪迪耶接壤的市镇包括：菲尼耶尔、阿桑维莱尔、阿扬库尔、库尔特芒什、埃泰尔费、法沃罗勒、梅尼勒圣乔治、吕伯库尔。

### 地形
蒙迪迪耶位于法国北部平原腹地，境内以平原和浅丘为主，全境海拔在55到113米之间。

### 水文
特鲁瓦东河（Rivière des Trois Doms）流经蒙迪迪耶境内，该河是索姆河的一条支流，后者独立入海，不属于法国五大水系当中的任何一个。

### 植被
蒙迪迪耶属于温带落叶林区，市区内的主要绿地分布于特鲁瓦东河两岸，此外一个街区的广场建有人工绿化带。
在鲜花城市的评比中，蒙迪迪耶暂未被评级。

### 气候
蒙迪迪耶在柯本气候分类法中属于温带海洋性气候。
距离蒙迪迪耶最近气象站位于戈当维莱尔境内，以下为该气象站的数据（其中日照数据取自亚眠-格利西气象站）：
| 戈当维莱尔1981年－2019年 | 戈当维莱尔1981年－2019年 | 戈当维莱尔1981年－2019年 | 戈当维莱尔1981年－2019年 | 戈当维莱尔1981年－2019年 | 戈当维莱尔1981年－2019年 | 戈当维莱尔1981年－2019年 | 戈当维莱尔1981年－2019年 | 戈当维莱尔1981年－2019年 | 戈当维莱尔1981年－2019年 | 戈当维莱尔1981年－2019年 | 戈当维莱尔1981年－2019年 | 戈当维莱尔1981年－2019年 | 戈当维莱尔1981年－2019年 |
| 月份                     | 1月                      | 2月                      | 3月                      | 4月                      | 5月                      | 6月                      | 7月                      | 8月                      | 9月                      | 10月                     | 11月                     | 12月                     | 全年                     |
| ------------------------ | ------------------------ | ------------------------ | ------------------------ | ------------------------ | ------------------------ | ------------------------ | ------------------------ | ------------------------ | ------------------------ | ------------------------ | ------------------------ | ------------------------ | ------------------------ |
| 历史最高温 °C（°F）      | 15.1 (59.2)              | 19.2 (66.6)              | 24.5 (76.1)              | 29 (84)                  | 32 (90)                  | 37.6 (99.7)              | 38.6 (101.5)             | 40.4 (104.7)             | 33.6 (92.5)              | 30 (86)                  | 21.4 (70.5)              | 16.5 (61.7)              | 40.4 (104.7)             |
| 平均高温 °C（°F）        | 6 (43)                   | 7.3 (45.1)               | 11.4 (52.5)              | 15.1 (59.2)              | 19.1 (66.4)              | 22.2 (72.0)              | 24.9 (76.8)              | 24.9 (76.8)              | 20.9 (69.6)              | 15.8 (60.4)              | 10 (50)                  | 6.3 (43.3)               | 15.3 (59.5)              |
| 日均气温 °C（°F）        | 3.3 (37.9)               | 3.9 (39.0)               | 7 (45)                   | 9.5 (49.1)               | 13.3 (55.9)              | 16.1 (61.0)              | 18.4 (65.1)              | 18.4 (65.1)              | 15.2 (59.4)              | 11.3 (52.3)              | 6.7 (44.1)               | 3.8 (38.8)               | 10.6 (51.1)              |
| 平均低温 °C（°F）        | 0.7 (33.3)               | 0.4 (32.7)               | 2.5 (36.5)               | 3.9 (39.0)               | 7.5 (45.5)               | 10.1 (50.2)              | 12 (54)                  | 11.8 (53.2)              | 9.4 (48.9)               | 6.8 (44.2)               | 3.5 (38.3)               | 1.3 (34.3)               | 5.8 (42.4)               |
| 历史最低温 °C（°F）      | −21.5 (−6.7)             | −13.1 (8.4)              | −11 (12)                 | −4.5 (23.9)              | −2 (28)                  | −0.5 (31.1)              | 3.3 (37.9)               | 2 (36)                   | −2 (28)                  | −5 (23)                  | −9.5 (14.9)              | −15 (5)                  | −21.5 (−6.7)             |
| 平均降水量 mm（）        | 58 (2.3)                 | 47.5 (1.87)              | 55.3 (2.18)              | 50.6 (1.99)              | 61.6 (2.43)              | 58.8 (2.31)              | 60.2 (2.37)              | 58.8 (2.31)              | 55.7 (2.19)              | 67 (2.6)                 | 58.8 (2.31)              | 68.6 (2.70)              | 700.9 (27.59)            |
| 月均日照時數             | 70.6                     | 78.5                     | 125                      | 172.2                    | 195.5                    | 209.3                    | 216.9                    | 209.2                    | 158.8                    | 117.4                    | 69.8                     | 56.6                     | 1,679.8                  |
| 来源：infoclimat.fr      |                          |                          |                          |                          |                          |                          |                          |                          |                          |                          |                          |                          |                          |

## 行政区划
蒙迪迪耶是法国上法兰西大区索姆省的一个市镇，编号为80561，它也是索姆省的一个副省会。蒙迪迪耶下辖蒙迪迪耶区，在省级选举中属于鲁瓦县，同时也是大鲁瓦市镇公共社区的办公驻地。
法国国家统计与经济研究所（简称）在进行数据统计时，将蒙迪迪耶和相邻的阿扬库尔设为蒙迪迪耶城市核心区及蒙迪迪耶城市区。自2020年起，蒙迪迪耶城市区被包含23个市镇的蒙迪迪耶城市辐射区代替。此外，还将蒙迪迪耶市镇整体设为一个“块区”（IRIS），以便于统计人口分布情况。

## 交通

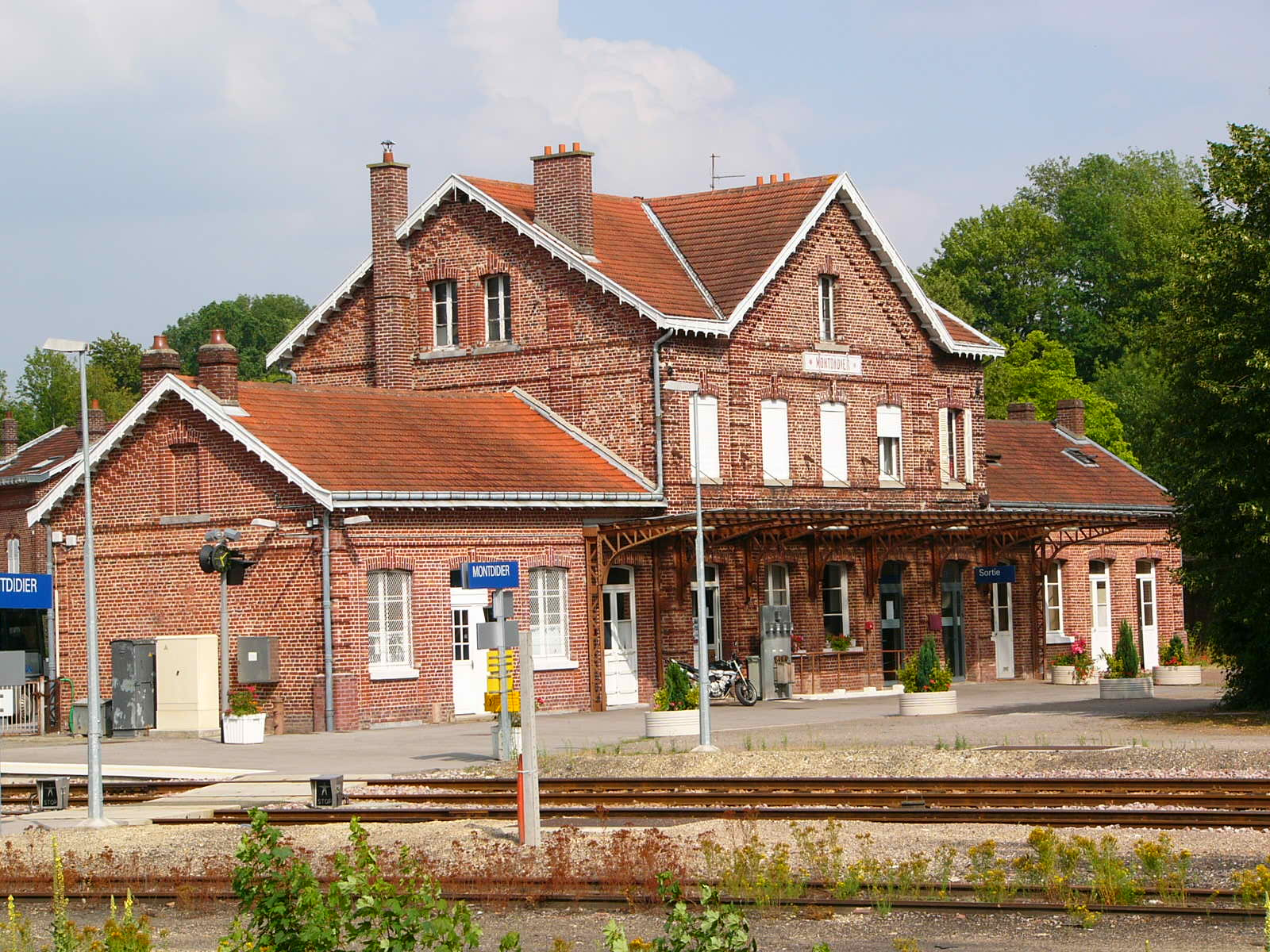
蒙迪迪耶火车站

### 公路
多条索姆省省道在蒙迪迪耶境内交汇，有校车线路可前往周边部分市镇。
2017年，68.8%的蒙迪迪耶家庭拥有至少一辆私人汽车。2019年，蒙迪迪耶境内共发生各类交通事故3起，造成1人遇难，3人受伤。

### 铁路
蒙迪迪耶位于奥尔穆瓦-维莱—博沃铁路上，蒙迪迪耶站位于市区西南部，停靠往返于亚眠和贡比涅一线的区域列车。

### 航空
距离蒙迪迪耶最近的民用航空站为博韦机场，距离蒙迪迪耶市中心的公路里程约60公里。

### 城市公共交通
蒙迪迪耶境内暂无城市公共交通系统。

## 政治

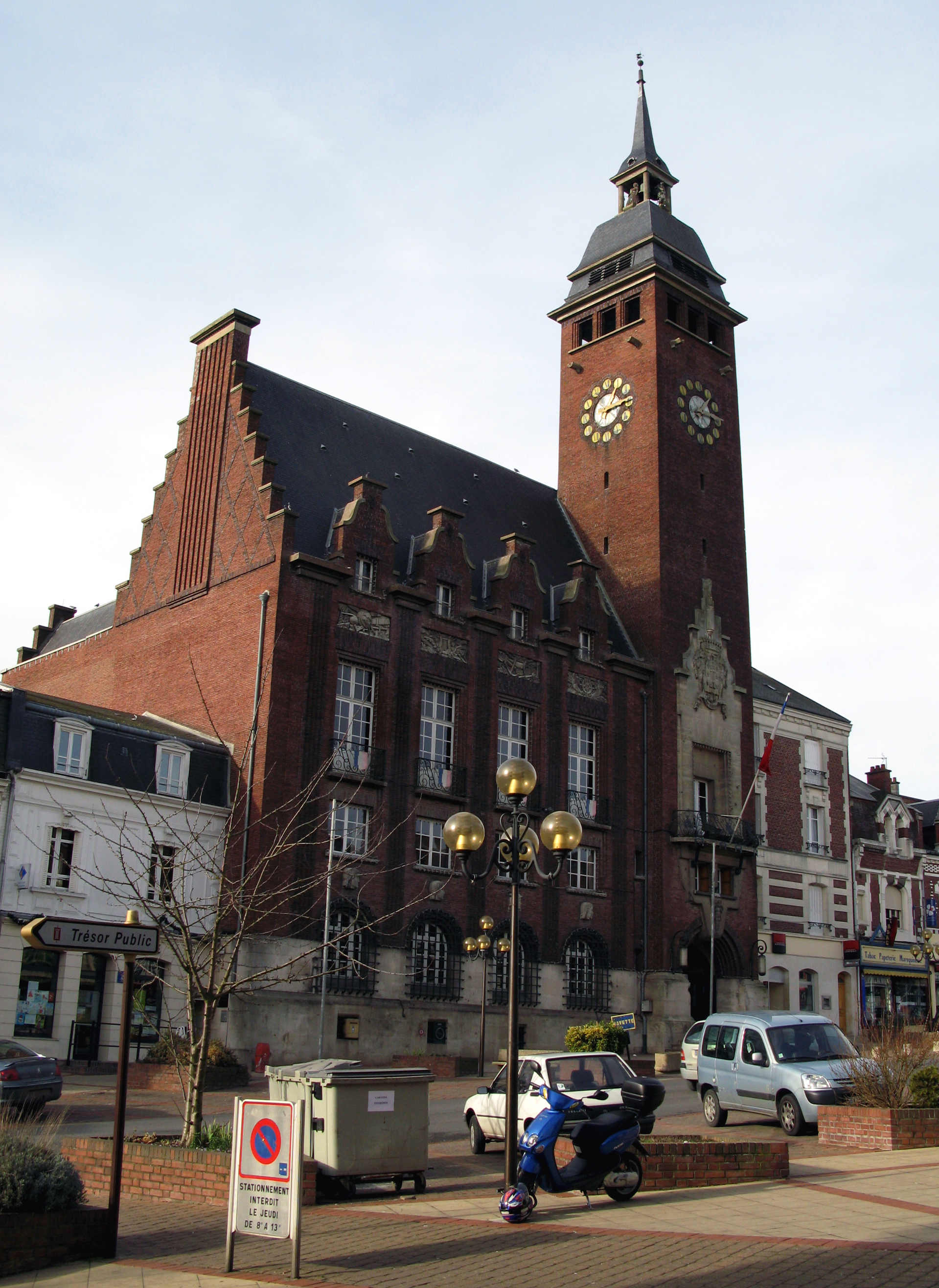
蒙迪迪耶市政厅

蒙迪迪耶的现任市长为卡特琳娜·基尼翁-勒蒂朗女士（Catherine Quignon-Le Tyrant），她是社会党的一名成员，在2020年的市政选举中获得了57.06%的支持率。
在2017年的法国总统大选中，国民联盟主席玛丽娜·勒庞在蒙迪迪耶获得了52.12%的支持率。
| 蒙迪迪耶历届市长 |                        |                      |
| 任期             | 市长                   | 党派                 |
| 1944年－1945年   | 让·埃夫拉尔            | 不详                 |
| 1945年－1947年   | 乔治·马塞尔            | SFIO工人国际法国支部 |
| 1947年－1953年   | 莫里斯·勒孔特          | PCF法国共产党        |
| 1953年－1965年   | 乔治·马塞尔            | SFIO工人国际法国支部 |
| 1965年－1971年   | 弗朗索瓦·埃尔图        | 無黨籍               |
| 1971年－1983年   | 弗朗索瓦·艾蒂安        | PSU联合社会党        |
| 1983年－1992年   | 居伊·弗卢里            | DVG左翼无党派人士    |
| 1992年－1995年   | 让-马里·拉普热         | DVD右翼无党派人士    |
| 1995年－2001年   | 米歇尔·瓦尔内          | DVD右翼无党派人士    |
| 2001年－2014年   | 卡特琳·基尼翁-勒蒂朗   | PS社会党             |
| 2014年－2020年   | 伊萨贝尔·卡尔庞蒂埃    | 無黨籍               |
| 2020年－         | 卡特琳娜·基尼翁-勒蒂朗 | PS社会党             |

## 人口
2018年，蒙迪迪耶市镇人口数量为6,174，在法国排名第1,748位。其中男性2,934人，女性3,321人，75岁及以上人口占10.1%，外籍人口数量为1,438人，人口密度为491人/平方公里，当地居民被称为（男性）或（女性）。2019年，蒙迪迪耶境内出生51人，死亡人口119人。
| 年份   | 1936  | 1946  | 1954  | 1962  | 1968  | 1975  | 1982  | 1990  | 1999  | 2005  | 2010  | 2015  | 2018  |
| ------ | ----- | ----- | ----- | ----- | ----- | ----- | ----- | ----- | ----- | ----- | ----- | ----- | ----- |
| 人口數 | 4,278 | 4,399 | 4,557 | 5,430 | 5,828 | 6,204 | 6,194 | 6,262 | 6,328 | 6,029 | 6,119 | 6,201 | 6,174 |

## 经济
蒙迪迪耶是一个区域性的中心城市，当地共有各类用人单位604家，平均历史为16年，行政、医疗及社会服务是当地的主要就业岗位类型。（垃圾回收）、（汽修）及（肉制品加工）是当地2019年营业额最高的三个企业，分别为33,057,421欧元、5,998,685欧元和5,850,162欧元。

## 财政收入
2019年，蒙迪迪耶的财政收入总额为7,002,930欧元，财政支出总额为6,768,450欧元，当年的债务总额为2,362,380欧元。2020年，蒙迪迪耶共获得1,897,426欧元的国家财政补助，比上一年增加了0.02%。
2017年，蒙迪迪耶的人均月收入总额为1,882欧元，其中高级职员为3,515欧元，低于法国平均水平（4,214欧元）；中级职员为2,219欧元，低于法国平均水平（2,353欧元）；普通职员为1,565欧元，亦低于法国平均水平（1,690欧元）。
2017年，蒙迪迪耶境内的青壮年（15至64岁）失业率为21.7%，当地36.9%的家庭拥有纳税资格，平均纳税2,062欧元，低于法国平均水平（3,888欧元）。

## 社会事务

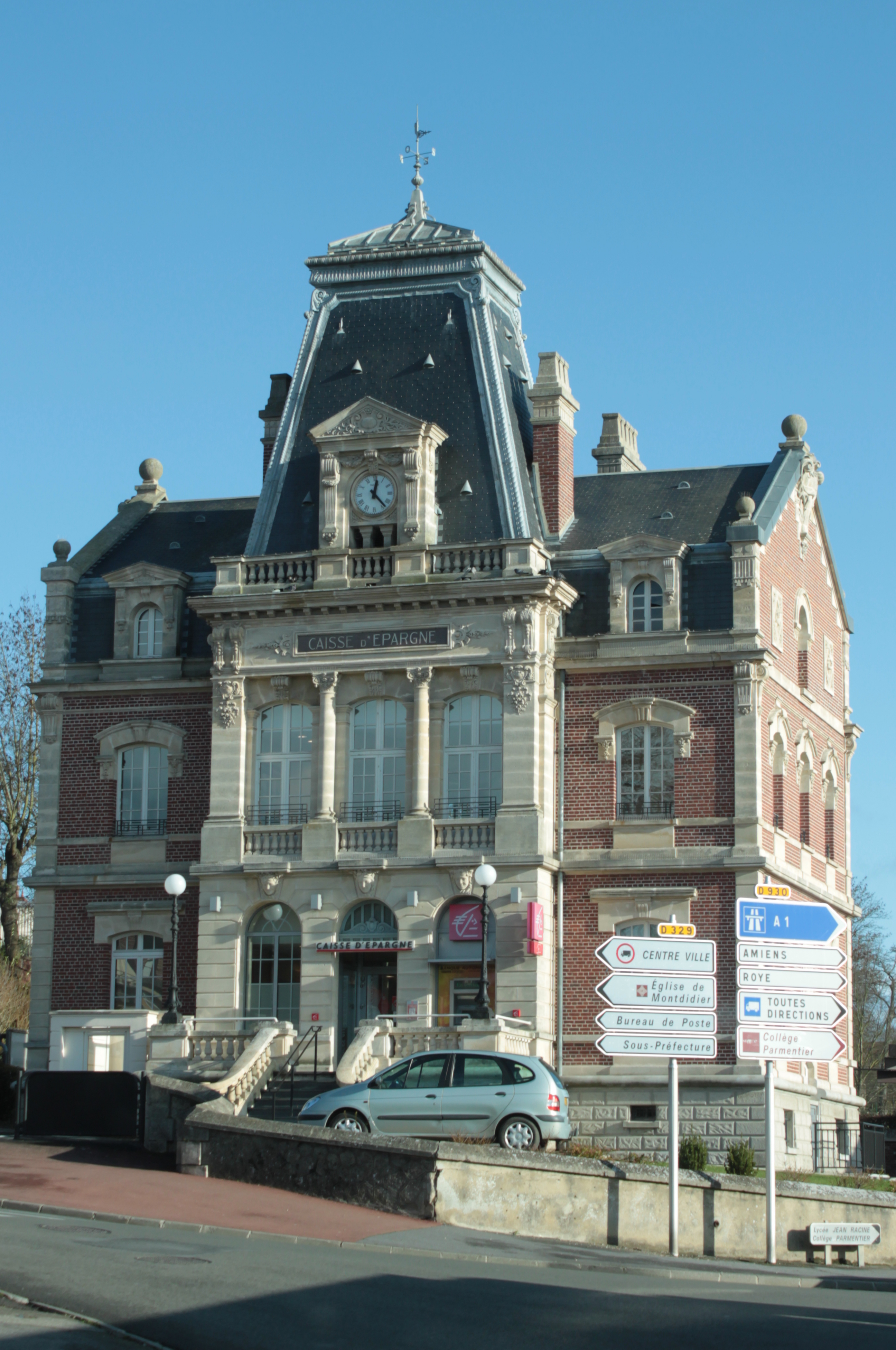
法国储蓄银行蒙迪迪耶分行

### 教育
蒙迪迪耶属于亚眠学区。截止2018年1月1日，蒙迪迪耶境内共有2所幼儿园、4所小学、2所初级中学和1所普通高中。2018至2019学年度，蒙迪迪耶境内共有在校中小学生1,442名。

### 医疗
截止2019年1月1日，蒙迪迪耶境内共有全科医生9名、保健师3名、牙医3名、护士18名、眼科医生1名和助产士1名。境内共有药房3家、养老院1家。
蒙迪迪耶中心医院，全名为“蒙迪迪耶-鲁瓦市际中心医院”（Centre hospitalier Intercommunal Montdidier-Roye），主病区位于蒙迪迪耶市区，设有床位313个，是当地规模最大的公立综合性医院。

### 住房
2017年，蒙迪迪耶境内共有各类住房3,067套，其中74.1%为独立式居民区，25.6%为集中式居民区。常住房屋占蒙迪迪耶市镇范围内居民建筑总量的89.1%。
在住房保障政策方面，2017年，蒙迪迪耶境内共有834户家庭获得了住房经济补助，受益人数占总人口数量的13.3%，其中793份为房租补助。

### 商业
2019年，蒙迪迪耶境内共有各类实体商铺147家，其中餐厅18家、大型超市3家、杂货店2家、面包房4家、肉铺4家、书店1家、装饰品店0家、银行门店5家、美容美发店14家、汽车维修店9家。市区东部建有开放式商业街区。

### 体育
2018年，蒙迪迪耶境内共有1家游泳池、3间健身房、2座综合体育场、6处网球场、1处马术场、4处足球或橄榄球场以及1处篮球或排球场。
蒙迪迪耶体育俱乐部（Montdidier AC）是当地的一支足球队，2020至2021赛季参加区域性的足球联赛，并开设不同年龄段的青少年足球训练班。

### 环境
蒙迪迪耶的环境事务由其所属的公共社区负责。2017年，蒙迪迪耶境内共有1家污染企业。

### 治安
2014年，蒙迪迪耶及附近地区共发生各类案件2,448起，其中盗窃类案件1,598起，经济类案件193起，毒品交易类案件51起。

## 文化
2018年，蒙迪迪耶境内共有1个电影院。蒙迪迪耶市政府提供多媒体中心，向公众全年开放。

### 建筑

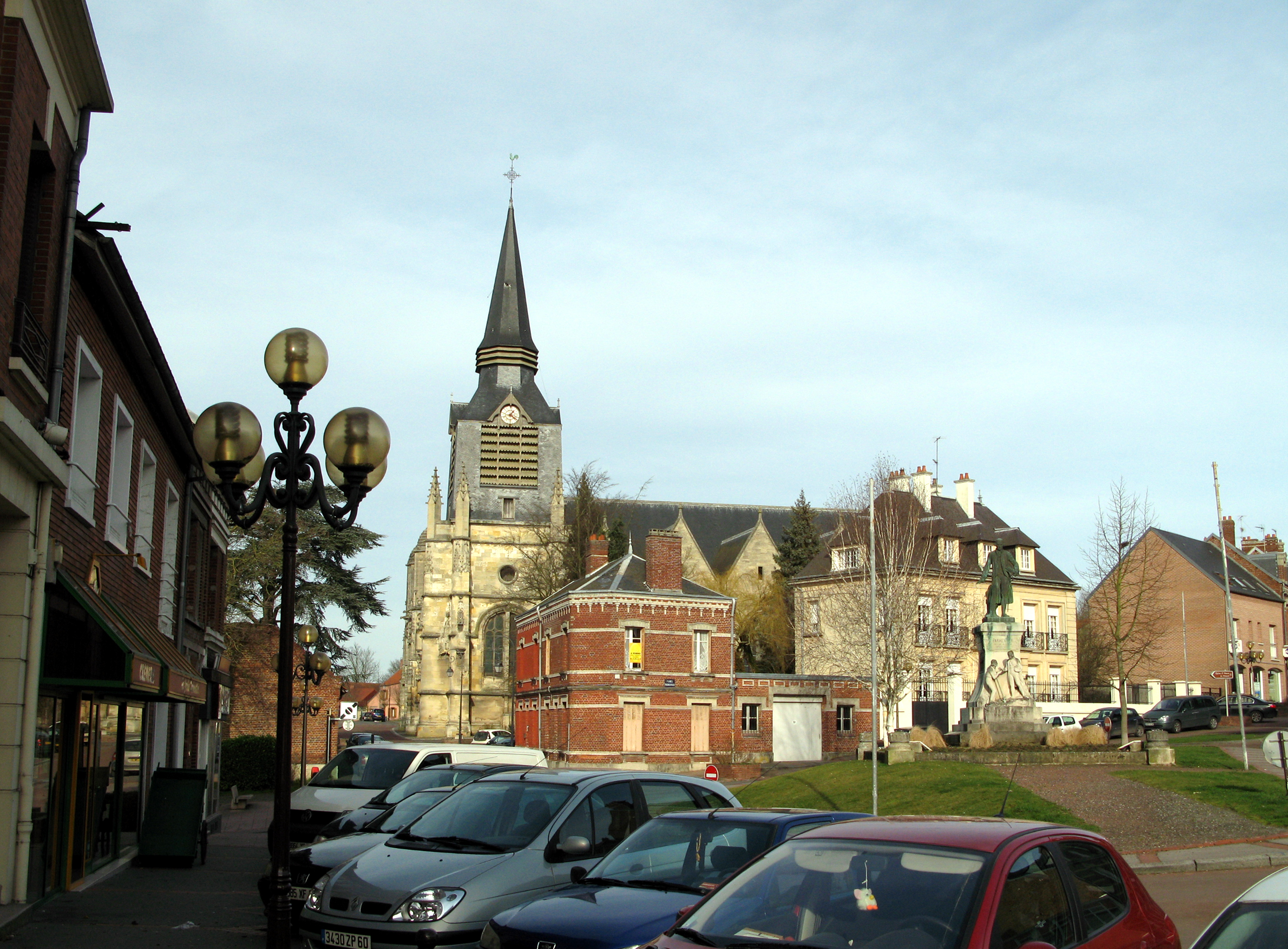
圣伯多祿堂

蒙迪迪耶境内有多处法国国家文物保护单位，其中蒙迪迪耶圣伯多祿堂、蒙迪迪耶市政厅、一战遇难者纪念碑（monument aux morts）等为当地的代表性建筑。

### 旅游
2020年，蒙迪迪耶境内共有1个宾馆共计19间房间，另有1个露营地，可容纳共54辆露营车。

### 媒体
法国主要的媒体均可在蒙迪迪耶接收，法国电视三台下属的上法兰西大区频道在部分时段播出蒙迪迪耶所属区域的地方新闻。

## 友好城市
截至2020年7月，蒙迪迪耶暂无友好城市。